# Estación de Madrid-Santa Catalina
Madrid-Santa Catalina es una estación ferroviaria situada al sur del municipio español de Madrid. Forma un complejo ferroviario que cuenta con una playa de vías para labores de clasificación y con talleres de mantenimiento y reparación. En sus cercanías también se encuentra la estación de mercancías de Madrid-Abroñigal, a la que está unida mediante un ramal. Antiguamente Santa Catalina también llegó a funcionar como apeadero ferroviario que formaba parte de la red de Cercanías Madrid, aunque desde comienzos de 1990 se encuentra desmantelado y fuera de servicio.

## Situación ferroviaria
La estación forma parte de los trazados de las siguientes líneas férreas:
- Línea férrea de ancho ibérico Madrid-Valencia, punto kilométrico 5,4.[1]
- Línea férrea de ancho ibérico Madrid-Valencia de Alcántara, punto kilométrico 5,4.[1]
- Línea férrea de ancho ibérico Atocha-Santa Catalina, punto kilométrico 5,4.[1]
- Línea férrea de ancho ibérico Delicias-Santa Catalina, punto kilométrico 0,0.[1]
- Línea férrea de ancho ibérico Abroñigal-Bifurcación Rebolledo, punto kilométrico 1,7.[1]
- Línea férrea de ancho ibérico Santa Catalina-Villaverde Bajo, punto kilométrico 0,0.[1]

Antiguamente la estación también formaba parte de la línea de ancho ibérico Madrid-Ciudad Real.

## Historia
Santa Catalina fue originalmente una estación abierta con la inauguración del ferrocarril Madrid-Aranjuez, en 1851, formando parte con posterioridad de la línea Madrid-Alicante de la compañía MZA. Durante el transcurso de la Guerra Civil la estación y sus instalaciones fueron gravemente dañados. En 1941 la nacionalización del ferrocarril de ancho ibérico supuso la desaparición de todas las compañías existentes y la creación de la Red Nacional de los Ferrocarriles Españoles (RENFE), ente que pasó a hacerse cargo de las instalaciones. Entró en la red de Cercanías Madrid en 1980, estando integrada en las líneas C-3, C-4 y C-5 de Cercanías. En 1989 dejó de circular la C-5 por esta parada, mientras que el apeadero dejó de prestar servicio en 1991 por las obras de la línea de alta velocidad Madrid-Sevilla.
Desde el 1 de enero de 2005 Renfe Operadora explota la línea mientras que Adif es la titular de las instalaciones ferroviarias.